# Agüera
Agüera  (asturisch Augüera) ist ein Parroquia und ein Ort in der Gemeinde Belmonte de Miranda in der autonomen Region Asturien im Norden Spaniens.
Agüera ist auch Verwaltungssitz des gleichnamigen Parroquia.

## Geographie
Nennenswerte Flüsse sind: der Río Pigueña mit seinem größten Zufluss dem Rio Chamosu, der Rio les Dormiechas, und der Rio de Solanos, der sogar hier entspringt.
Die Flüsse der Gemeinde sind bekannt für ihren Reichtum an Forellen, Lachsen und anderen  Edelfischen.
Die Bergzüge der Sierra de Quintanal, der Sierra de Arceyo durchziehen das Parroquia, die Sierra Manteca und die Sierra de Montovo begrenzen sie im Westen und Osten. Der Pico Manteca ist mit 1.521 m die größte Erhebung des Parroquia.

## Verkehrsanbindung
- Anbindungen über ein Flugzeug bestehen über die beiden Flughäfen: Flugplatz La Morgal und Flughafen Asturien.
- Agüera ist über Haltestellen der Schmalspurbahnen der RENFE, ehemals FEVE, angeschlossen und Haltestellen anderer Beförderungsgesellschaften befinden sich in jedem Ort.
- Mit dem PKW ist Agüera über die AS-227 erreichbar.

## Wirtschaft
Seit alters her ist die Landwirtschaft, und besonders die Viehwirtschaft mit all ihren Nebenbetrieben wie Molkereien, Käsereien usw. die Haupteinnahmequelle der Gemeinde. Der größte Arbeitgeber war bis zur Schließung der Minen im Jahr 2006 der Bergbau, um die  Gemeindehauptstadt Belmonte. Viele der Kumpel pendeln heute in die benachbarten Gemeinden, wo noch größere Minen betrieben werden. Das Dienstleistungsgewerbe mit der Tourismusindustrie ist auch hier die Sparte mit dem größten Wachstum.

## Spezialitäten
Die Fabada hat hier, wie in ganz Asturien eine lange Tradition.

## Sehenswertes
- Palast „Palacio del Cardenal Cienfuegos“ aus dem 18. Jahrhundert in Agüera
- Kirche „Iglesia de San Andrés“ in Agüera aus dem 15. Jahrhundert

## Feste und Feiern in der Gemeinde
- jeden Montag in Belmonte ein großer Markt
- Drittes Wochenende im November – Viehmarkt
- Drittes Wochenende im Oktober – Obst und Gemüse Leistungsschau
- Weitere Ferias siehe auf dem Veranstaltungskalender[1]

## Dörfer und Weiler
Die 77 Einwohner leben in 15 Dörfern:
- Agüera – 13 Einwohner 2011 43° 12′ 55″ N, 6° 15′ 45″ W
- Abedul (La Bedul) – 15 Einwohner 2020
- Agüerina – 12 Einwohner 2011 43° 13′ 13″ N, 6° 15′ 2″ W
- La Arena (L’Arena)- 4 Einwohner 2011 43° 13′ 5″ N, 6° 15′ 33″ W
- Los Bazales – unbewohnt 2020 43° 14′ 18″ N, 6° 14′ 34″ W
- La Casa Blanca – unbewohnt 2020
- La Casa el Sol (La Casa’l Sol) – 2 Einwohner 2011
- Castañera – 8 Einwohner 2011 43° 14′ 11″ N, 6° 15′ 0″ W
- Cigüedres – 14 Einwohner 2020 43° 13′ 45″ N, 6° 16′ 17″ W
- La Ferreiría – 11 Einwohner  2020
- Pumadín – unbewohnt 2020
- Quintanal – 6 Einwohner 2020 43° 13′ 2″ N, 6° 16′ 46″ W
- La Rozos – 1 Einwohner 2020 43° 13′ 9″ N, 6° 15′ 36″ W
- San Esteban – 7 Einwohner 2011 43° 12′ 38″ N, 6° 17′ 7″ W
- Villar de Zuepos – 7 Einwohner 2011 43° 12′ 56″ N, 6° 17′ 1″ W